# Вторгнення викрадачів тіл (фільм, 1956)
«Вторгнення викрадачів тіл» (англ. Invasion of the Body Snatchers) — американський фантастичний трилер 1956 року режисера Дона Сігела, екранізація фантастичного роману «Викрадачі тіл» письменника Джека Фінні.

## Сюжет
Доктора Гілла, психіатра державного психіатричного закладу, викликають серед ночі у відділення невідкладної допомоги лікарні, де тримають дуже збудженого чоловіка, який стверджує, що людству загрожує небезпека. Цей чоловік, Майлс Беннелл, розповідає Гіллу про події останніх днів.
У вигаданому каліфорнійському містечку Санта-Міра після повернення з медичної конференції місцевий лікар Майлс виявляє, що за час його відсутності сталося кілька дивних випадків, коли місцеві жителі почали стверджувати, що близькі їм люди стали зовсім іншими — нечутливими й збайдужілими, а через деякий час відмовлялися від своїх слів про зміни людей. Колега Майлса психіатр Ден Кауфман вважає, що розпочалася якась епідемія масової істерії. Майлс ставиться до цих випадків дещо легковажно, захопившись спілкуванням з подругою юності Беккі Дрісколл, яка повернулася в місто після свого розлучення.
Джек Беллічек і його дружина Тедді пізнього вечора знаходять у кімнаті на більярдному столі тіло, схоже на Джека, і телефонують Майлсу, після чого він перериває побачення з Беккі і відвозить її додому. Побачивши істоту, схожу на Джека без відбитків пальців, і стривожившись за Беккі, Майлс їде до неї і в гаражі виявляє її двійника. Він відвозить Беккі до Джека і викликає Дена Кауфмана, але коли той прибуває, то не знаходить двійника Джека, а потім і двійника Беккі. Майлс марно намагається довести йому, що двійник існував. Поліція повідомляє про знайдене тіло злочинця без відбитків пальців, а Кауфман переконує Майлса, що у нього стався випадок галюцинації. На деякий час Майлс заспокоюється, але наступного дня, побачивши зміни в поведінці своїх пацієнтів кузини Беккі Вільми і маленького Джиммі Гримальді, його підозри, що в місті відбувається щось незрозуміле, зростають.
Увечері Майлс, Беккі, Джек та Тедді в саду Джека виявляють гігантські стручки, з яких починають формуватися їхні двійники. Їм стає зрозуміло, що саме так створюється ідентична копія людини. Джек і Тедді вирушають по допомогу, а Майлс з Беккі ховаються у клініці Майлса. Наступного ранку з вікна вони спостерігають, як вантажівки з безліччю стручків роз'їжджаються в навколишні міста. Пізніше в кабінеті Майлса з'являються Джек та Кауфман, що виявляються дублікатами, і пояснюють, що спори інопланетних рослин впали з космосу, виросли у великі стручки та копіюють тепер людські тіла. Майлсу і Беккі теж належить переродитися в нечутливих дублікатів. Але вони втікають, розуміючи, що дублікати взяли контроль над містом. Вони ховаються в старій шахті, але стомлена Беккі засинає і відразу перетворюється на дублікат. Майлс біжить до шосе й намагається зупинити машини, що прямують у напрямку Лос-Анджелеса, та всі водії його ігнорують. Майлс чіпляється за вантажівку і з жахом бачить, що вона повна стручків.
Беннелл закінчує свою розповідь, і Гілл з черговим лікарем, вийшовши з кімнати, обмінюються своїми думками про Майлса. В цей час в лікарню прибуває новий пацієнт, який потрапив в ДТП і якого дістали з-під гори величезних стручків. Гілл і черговий лікар кидаються до телефонів, щоб повідомити про те, що сталося, в ФБР.

## У ролях
| Актор             | Роль                          |
| ----------------- | ----------------------------- |
| Кевін Маккарті    | Майлс Беннелл                 |
| Дана Вінтер       | Беккі Дрісколл                |
| Кінг Донован      | Джек Беллічек                 |
| Керолін Джонс     | Теодора «Тедді» Беллічек      |
| Ларрі Гейтс       | доктор Ден Кауфман            |
| Джин Віллес       | медсестра Саллі Візерс        |
| Вірджинія Крістін | Вільма Ленц                   |
| Ральф Думке       | начальник поліції Нік Гріветт |
| Кеннет Паттерсон  | Стенлі Дрісколл               |